# Electrogryllus septentrionalis
Electrogryllus septentrionalis är en insektsart som först beskrevs av Lucien Chopard 1936.  Electrogryllus septentrionalis ingår i släktet Electrogryllus och familjen syrsor. Inga underarter finns listade i Catalogue of Life.